# Geert Bisschop
Geert Bisschop (Steenwijkerwold, 7 september 1908 - Schoonebeek, 29 juli 1943) was een Nederlandse burgemeester tijdens de Tweede Wereldoorlog voor de NSB.

## Leven, werk en dood
Bisschop kwam uit een familie van landbouwers. Hij werkte voor de Tweede Wereldoorlog op de secretarie van gemeente Oosterhesselen. Omdat hij daar geen toekomstperspectieven had, werd hij lid van de NSB. Op 10 november 1941 werd hij burgemeester van Schoonebeek, waar hij fanatiek jacht bleef maken op onderduikers. Dit was voor het verzet aldaar aanleiding om een aanslag op hem te plegen. Dit gebeurde op 29 juli 1943 in de burgemeesterskamer in het gemeentehuis. Bisschop werd om het leven gebracht met pistoolschoten, waarbij ook ambtenaar en tevens NSB'er Roelof Jan Oostindiën omkwam. Een toevallig passerend ambtenaar Pieter de Boer overleed door een verdwaalde kogel.
De daders werden niet gepakt, wel werd veldwachter Johannes Kippers gearresteerd. De Duitsers hadden een sterk vermoeden dat Kippers betrokken was bij de aanslag, omdat hij in de naaste omgeving was en de aanslag niet had verhinderd.